# Regina Stiefl
Regina Stiefl (ur. 11 października 1966) – niemiecka kolarka górska, brązowa medalistka mistrzostw Europy oraz dwukrotna zdobywczyni Pucharu Świata.

## Kariera
Największe sukcesy w karierze Regina Stiefl osiągała w sezonach 1993 w 1995 Pucharu Świata w kolarstwie górskim, kiedy to zwyciężała w klasyfikacji generalnej downhillu. W pierwszym przypadku bezpośrednio wyprzedziła Włoszkę Giovannę Bonazzi i Missy Giove z USA, a w drugim Bonazzi i kolejną reprezentantkę Stanów Zjednoczonych - Kim Sonier. Ponadto w sezonie 1991 Niemka była trzecia w klasyfikacji generalnej cross-country, ulegając jedynie dwóm Amerykankom: Sarze Ballantyne i Juli Furtado. Stiefl jest pierwszą niemiecką kolarką MTB, która nie tylko stanęła na podium klasyfikacji generalnej PŚ, ale też w niej zwyciężyła. Nigdy nie zdobyła medalu na mistrzostwach świata, ale była trzecia w downhillu na mistrzostwach Europy w Aywaille w 1998 roku. Uległa tam jedynie Francuzce Anne-Caroline Chausson i Fince Katji Repo. Nie brała także udziału w igrzyskach olimpijskich.